# Saint-Agne
Saint-Agne – miejscowość i gmina we Francji, w regionie Nowa Akwitania, w departamencie Dordogne.
Według danych na rok 1990 gminę zamieszkiwało 325 osób, a gęstość zaludnienia wynosiła 55 osób/km² (wśród 2290 gmin Akwitanii Saint-Agne plasuje się na 856. miejscu pod względem liczby ludności, natomiast pod względem powierzchni na miejscu 1364.).